# 三河国の式内社一覧
三河国の式内社一覧（みかわのくにのしきないしゃいちらん）は、『延喜式』第9巻・第10巻「神名帳上下」（延喜式神名帳）に記載のある神社、いわゆる「式内社」およびその論社のうち、三河国に分類されている神社の一覧。
また『延喜式』神名帳の編纂当時に存在したが同帳に記載の無い神社、いわゆる「式外社」についても付記する。

## 式内社
『延喜式』神名帳では、小社26座25社を記載。
1）「神名帳」列は、『延喜式 上巻』（大岡山書店、昭和4年、国立国会図書館デジタルコレクション）等における『延喜式』神名帳の記載を基に作成。社名表記は神社史料集成（5を参照）における字体（異体字がある場合には新字体・通用性の高い字体を使用）を基準とした。読みの「-」部分は、「神社」以外で仮名が振られていない部分。「○座」は座数を表し、一座の場合は記載していない。

2）格の「名神大」は名神大社を、「大」は式内大社（名神大社除く）を、「小」は式内小社を意味する。付記は社名とともに記されているもので、一部は「式内社#式内社の社格」を参照。

3）比定社が複数ある場合、最も有力なものを無冠で示し、他の論社には「（論）」を冠した。

4）本来の式内社とは認めがたいものの、式内社を合祀したなどその後継を主張するもの、その他参考の神社には「（参）」を冠した。

| 神名帳                | 神名帳              | 神名帳 | 神名帳           | 比定社             | 比定社                       | 比定社     | 集成 |
| 社名                  | 読み                | 格     | 付記             | 社名               | 所在地                       | 備考       | 集成 |
| --------------------- | ------------------- | ------ | ---------------- | ------------------ | ---------------------------- | ---------- | ---- |
| 賀茂郡 7座（並小）    |                     |        |                  |                    |                              |            |      |
| 野見神社              | ノミノ              | 小     |                  | 野見神社           | 愛知県豊田市野見山町         |            |      |
| 野神社                |                     | 小     |                  | 野神社             | 愛知県豊田市野口町水別日面   |            |      |
| 兵主神社              |                     | 小     |                  | 兵主神社           | 愛知県豊田市荒井町松島       |            |      |
| 射穂神社              | イホノ              | 小     |                  | 射穂神社           | 愛知県豊田市保見町北山       |            |      |
| 狭投神社              | サナゲ              | 小     |                  | 猿投神社           | 愛知県豊田市猿投町           | 三河国三宮 |      |
| 広沢神社              | ヒロサハノ          | 小     |                  | 広沢天神社         | 愛知県豊田市猿投町小黒見     |            |      |
| 灰宝神社              | ハヒホ              | 小     |                  | 灰宝神社           | 愛知県豊田市越戸町松葉       |            |      |
| 額田郡 2座（並小）    |                     |        |                  |                    |                              |            |      |
| 稲前神社              | イナサキノ イナクマ | 小     |                  | 稲前神社           | 愛知県岡崎市稲熊町           |            |      |
| 謁播神社              | アチハノ エハタ     | 小     |                  | 謁播神社           | 愛知県岡崎市東阿知和町       |            |      |
| 碧海郡 6座（並小）    |                     |        |                  |                    |                              |            |      |
| 和志取神社            | ワシトリノ          | 小     |                  | 和志取神社         | 愛知県岡崎市西本郷町         |            |      |
| 和志取神社            | ワシトリノ          | 小     | （論）和志取神社 | 愛知県安城市柿碕町 |                              |            |      |
| 酒人神社              | サカムトノ          | 小     |                  | 酒人神社           | 愛知県岡崎市島坂町酒人木ノ元 |            |      |
| 日長神社              | ヒナカノ            | 小     |                  | 日名神明宮         | 愛知県岡崎市日名町           |            |      |
| 知立神社              | チリウノ -リフ      | 小     |                  | 知立神社           | 愛知県知立市西町             | 三河国二宮 |      |
| 比蘇神社              | ヒソノ              | 小     |                  | 比蘇天神社         | 愛知県岡崎市宮地町字北浦     |            |      |
| 糟目神社              | カスメノ            | 小     |                  | 糟目犬頭神社       | 愛知県岡崎市宮地町           |            |      |
| 播豆郡 3座（並小）    |                     |        |                  |                    |                              |            |      |
| 久麻久神社 二座       | クマクノ            | 小     |                  | 久麻久神社         | 愛知県西尾市八ツ面町麓       |            |      |
| 羽豆神社              | ハツノ              | 小     |                  | 幡頭神社           | 愛知県西尾市吉良町宮崎       |            |      |
| 宝飫郡 6座（並小）    |                     |        |                  |                    |                              |            |      |
| 形原神社              | カタハラノ          | 小     |                  | 形原神社           | 愛知県蒲郡市形原町           |            |      |
| 御津神社              | ミツノ              | 小     |                  | 御津神社           | 愛知県豊川市御津町           |            |      |
| 兔足神社 （菟足神社） | ウタリノ            | 小     |                  | 菟足神社           | 愛知県豊川市小坂井町         |            |      |
| 砥鹿神社              | トカノ              | 小     |                  | 砥鹿神社           | 愛知県豊川市一宮町           | 三河国一宮 |      |
| 赤日子神社            | アカヒコノ          | 小     |                  | 赤日子神社         | 愛知県蒲郡市神ノ郷町         |            |      |
| 石座神社              | イハクラノ          | 小     |                  | 石座神社           | 愛知県新城市大宮字狐塚       |            |      |
| 八名郡 1座（小）      |                     |        |                  |                    |                              |            |      |
| 石巻神社              | イシマキノ          | 小     |                  | 石巻神社           | 愛知県豊橋市石巻町           |            |      |
| 渥美郡 1座（小）      |                     |        |                  |                    |                              |            |      |
| 阿志神社              | アシノ              | 小     |                  | 阿志神社           | 愛知県田原市芦町             |            |      |

## 式外社
『延喜式』神名帳の編纂当時に存在したが、同帳に記載の無い神社。